# Martin Hellgren
Martin Hellgren, född 1 april 1991 i Alfta, Gävleborgs län, är en svensk ishockeyspelare (center) som spelar för Alfta GIF i Division 2. Han har tidigare spelat för Asplöven HC, Brynäs IF, Hudiksvalls HC och Orsa IK.

## Källhänvisningar
1. 1 2 3 4 5 6  ”Martin Hellgren”. Eliteprospects.com. https://www.eliteprospects.com/player/9818/martin-hellgren. Läst 2 oktober 2019.